# İrem Altuğ
İrem Altuğ (Estambul, 15 de septiembre de 1980) es una actriz turca que inició su carrera a los siete años realizando comerciales para televisión. Desde entonces ha participado en más de una veintena de producciones para cine, teatro y televisión y en cerca de cuarenta comerciales.

## Carrera
Comenzó su carrera en el mundo del espectáculo a la edad de siete años cuando figuró en un concurso nacional de talentos. Ha hecho más de cuarenta comerciales y ha actuado en varios proyectos de teatro a través de los años. Su debut profesional en la pantalla ocurrió en 1989 con la película Karilar Kogusu, bajo la dirección de Halit Refig.
Para desarrollar sus inspiraciones en la actuación, comenzó a estudiar teatro en el Conservatorio de la Universidad de Bellas Artes Mimar Sinan. En el año 2000 se mudó a los Estados Unidos y continuó su educación en el Departamento de Arte Teatral de la Universidad Estatal de San Francisco. Durante sus estudios en California, ha realizado diferentes papeles en películas independientes.
En Turquía ha protagonizado dos series de televisión de investigación criminal llamadas Seytan Ayrintida Gizlidi y Kayip Araniyor y dos producciones teatrales, Ihlamurlar Altinda y Vazgec Gonlum. Su segunda aparición en la pantalla grande ocurrió en 2006 con la película histórica Eve Giden Yol 1914 de Semir Aslanyurek. Más tarde protagonizó la comedia Kirpi. Actuó en la coproducción germano-turca Murder in Bosphorus, dirigida por Michael Kreindl.
En 2009 protagonizó el drama Melekler ve Kumarbazlar y dos años después participó en el largometraje Nar, escrito y dirigido por Umit Unal. A partir de entonces ha participado en destacadas producciones como Kayip Araniyor (2011), Masum (2017) y Çukur (2018).
Aparte de actuar, Altuğ ha escrito cuentos y guiones. Escribió un guion de cortometraje titulado Love is Blind y lo coprodujo con el director Ertuğ Tüfekçioğlu. El cortometraje fue seleccionado en la sección Short Film Corner del Festival de Cine de Cannes y fue premiado como "el mejor cortometraje" en la categoría de cine mundial en el Festival de Cine de Indianápolis.

## Filmografía

### Televisión
- 2018 - Çukur
- 2017 - Çember
- 2017 - Masum
- 2011 - Kayip Araniyor
- 2009 - Mordkommission Istanbul
- 2007-2008 - Vazgeç gönlüm
- 2006 - Ihlamurlar altinda
- 2004 - Seytan Ayrintida Gizlidir

### Cine
- 2018 - Muhtesem Sihirbaz (corto)
- 2015 - Suda Balik
- 2015 - Yola Çikmak
- 2011 - Direk ask (corto)
- 2011 - Nar
- 2009 - Melekler ve kumarbazlar
- 2009 - Kirpi
- 2006 - Eve giden yol 1914
- 1990 - Karilar Kogusu
- 1989 - Zirvenin bedeli

## Premios y reconocimientos
- 2011 - Ganadora en la categoría Mejor cortometraje en el Festival Internacional de Cine de Indianápolis, por Direk ask.
- 2012 - Nominada en la categoría Mejor actriz en un largometraje dramático en los Premios Sadri Alisik, por Nar.
- 2012 - Ganadora del Premio Gold Remi en el WorldFest Houston, por Direk ask.[12]